# Un día sin noticias
 Un día sin noticias  es el décimo segundo capítulo de la quinta temporada de la serie dramática El Ala Oeste.

## Argumento
Toby no puede dormir. En el Discurso del Estado de la Unión ha visto como un senador republicano aplaudía, incluso puesto en pie, el discurso del presidente. Tras llamar a Charlie se postula para despertar a su jefe y convencerle para que le autorice a tantear de forma secreta la posibilidad de hacer una histórica reforma de la Seguridad social. En primer lugar tantea a Steve Gaines, el senador a quien vio en el debate levantarse. Este muestra su apoyo a la idea de Toby de reducir los fondos privados a cambio de aumentar ligeramente la edad de jubilación. Después habla con la senadora demócrata Sarah Brainerd, quien se niega a renunciar al enfrentamiento con los republicanos en este asunto. 
Pero sus esfuerzos fracasan al hacerse públicos, primero por un periodista del Wall Street Journal y luego las maniobras de Josh  contra el político republicano, ignorando las intenciones del Director de Comunicaciones de la Casa Blanca. Josh manda a Donna a espiar a la ayudante de Toby, Marina "Rena" para conocer que está tramando. Tras enterarse, él y Leo se enfadan, y este, abrumado por el fracaso de su sueño, presenta su dimisión ante el Presidente. 
C.J. ayudará a su compañero en sus intennciones reformistas, lidiando con el periodista del Wall Street Journal Grey Polk. Además, recibe la visita del funcionario de la Embajada de Argentina Carlos Carrio  (interpretado por Joaquim de Almeida, quien siente una gran atracción hacia ella. Este, posteriormente, le regalará una col para ensalada con la intención de tener una cita.
En el último momento Josh propone un encuentro entre el senador republicano Steve Gaines y el demócrata Roy Turner para comenzar las negociaciones. Estos, terminan llegando a un acuerdo, llevándose todo el mérito en las negociaciones entre ambos partidos y dejando al margen a la Casa Blanca. Aun así, Toby se siente enormemente satisfecho y tras fumarse un puro se marcha a su casa contento. Ha provocado un auténtico terremoto político en un día sin noticias.

## Curiosidades
- El asunto de la Seguridad social aparece en el capítulo de la tercera temporada Las mujeres de Qumar, en el que el presidente le dice a Toby en el Despacho Oval: "Tenemos que arreglar la seguridad social".[1]

## Enlaces
- Enlace al Imdb
- Guía del Episodio (en inglés)